# Georges Rigal
Georges Rigal (* 6. Januar 1890 in Paris; † 25. März 1974) war ein französischer Schwimmer und Wasserballspieler.
Rigal nahm erstmals bei den Olympischen Spielen 1912 in Stockholm teil, wo er sich in der Disziplin 100 m Freistil zwar für die Finalrunde qualifizieren konnte, dort dann aber chancenlos blieb. Außerdem war er Mitglied der Wasserballmannschaft, die in der ersten Runde nach einem 2:7 gegen Schweden ausschied.
Bei den Olympischen Spielen 1924 nahm er abermals mit der französischen Nationalmannschaft im Wasserball teil, wo sie nach Siegen gegen die Vereinigten Staaten, die Niederlande und erneut Schweden ins Finale einzogen. Dort trafen sie auf Belgien, das er mit seinen Teamkollegen Paul Dujardin, Henri Padou senior, Albert Deborgies, Noël Delberghe, Robert Desmettre und Albert Mayaud 3:0 besiegte. Diese Goldmedaille blieb die einzige seiner Karriere.